# Riz Ahmed
Rizwan Ahmed (sinh ngày 1 tháng 12 năm 1982), thường được biết đến với nghệ danh Riz Ahmed, là một nam diễn viên kiêm rapper người Anh gốc Pakistan. Anh từng thắng một giải Emmy vào năm 2017.